# Ihmert
Ihmert ist ein Stadtteil von Hemer in Nordrhein-Westfalen, Deutschland. Ihmert liegt im Norden des Sauerlands und gehört zum Märkischen Kreis.

## Geographie
Ihmert liegt im Süden von Hemer, an der Stadtgrenze zu Altena und Iserlohn. Das Dorf ist eine der höchstgelegenen Stellen im Stadtgebiet.

## Geschichte
Ihmert wurde erstmals mit to Edenbert urkundlich 1426 erwähnt. Um 1450 werden ein Kort van Edenbert und 1485 ein Hermann Swerte van Eymert im Iserlohner Urkundenbuch erwähnt. Ab 1694 wurde der Ort erstmals Ihmert genannt.
Ihmert gehörte im Spätmittelalter und der Frühen Neuzeit in eigener Bauerschaft (Edemert) im Amt Iserlohn zur Grafschaft Mark. Laut dem Schatzbuch der Grafschaft Mark von 1486 hatten die 17 Steuerpflichtigen in der Bauerschaft zwischen ½ Goldgulden und 6 Goldgulden an Abgabe zu leisten. Im Jahr 1705 waren in der vergrößerten Bauerschaft (Imerter Baurschafft) 28 Steuerpflichtige mit Abgaben an die Rentei Wetter im Kataster verzeichnet.
Die Deutung des Ortsnamens ist unsicher, es könnte sich vermutlich nach der Erstnennung (Edenbert) mit „Neubruch“ umschreiben lassen?
Seit dem 19. Jahrhundert bildete Ihmert eine Landgemeinde im Amt Hemer des Kreises Iserlohn im westfälischen Regierungsbezirk Arnsberg. 1885 gab es in der Landgemeinde Ihmert auf 900 ha Fläche, davon 326 ha Ackerland, 57 ha Wiesen, 466 ha Holzungen, 14 Wohnplätze, 103 Wohnhäuser mit 143 Haushaltungen und 837 Einwohner.
Ihmert wurde mit der Auflösung des Amtes Hemer am 1. Januar 1975 (§ 3 Gesetz zur Neugliederung des Landkreises Altena und der kreisfreien Stadt Lüdenscheid) in die Stadt Hemer eingemeindet.

## Politik

### Bürgermeister
- 1902–1907: Hermann Lötters
- 1907–1917: Caspar Diedrich Erdmann
- 1917–1919: Heinrich vom Brauke
- 1919–1934: Ernst Hagedorn (DDP, später NSDAP)
- 1934–1945: Carl Edelhoff (NSDAP)
- 1946–1948: Hans-Heinrich vom Brauke (CDU)
- 1948–1952: Otto Hülter (CDU)
- 1952–1955: Fritz vom Orth (SPD)
- 1955–1961: Günther Schweer (FDP)
- 1961–1965: Friedrich Ossenberg (FDP)
- 1965–1967: Rudolf Machelett (SPD)
- 1967–1969: Adolf Hülter (FDP)
- 1969–1972: Rudolf Machelett (SPD)
- 1972–1974: Egon Stephan (SPD)

### Städtepartnerschaft
Seit 1968 besteht eine Städtepartnerschaft zwischen Ihmert und der französischen Stadt Beuvry, die regelmäßig durch gegenseitige Besuche gepflegt wird.

### Wappen
Das Wappen der ehemaligen Gemeinde Ihmert zeigt oben ein sogenanntes Zieheisen, mit dem das Drahtziehen in der Gemeinde symbolisiert werden soll. Drahtzieherei ist und war in der Region eine der Hauptindustrien.
Die drei Wolfsangeln, die alle Gemeinden des Amtes Hemer im Wappen führten, symbolisieren die Familie von Brabeck.